# Č̕
Č̕ (č̕ en minuscule), appelé C caron virgule sucrite à droite, est une lettre latine utilisée dans les romanisations ISO 9985 et DIN 32706 de l’alphabet arménien et dans les romanisations ISO 9984 et DIN 32707 de l’alphabet géorgien.

## Utilisation
Le C caron virgule suscrite à droite ‹ č̕ › est utilisé dans les romanisations ISO 9985 et DIN 32706 de l’alphabet arménien pour translittérer le yech’ ‹ չ ›.
Le C caron virgule suscrite à droite ‹ č̕ › est utilisé dans les romanisations ISO 9984 et DIN 32707 de l’alphabet géorgien pour translittérer le chin ‹ ჩ ›.

## Représentations informatiques
Le C caron virgule suscrite à droite peut être représenté avec les caractères Unicode suivants : 
- décomposé (latin de base, diacritiques) :

| formes    | représentations | chaînes de caractères | points de code       | descriptions                                                             |
| --------- | --------------- | --------------------- | -------------------- | ------------------------------------------------------------------------ |
| capitale  | Č̕               | C◌̌◌̕                   | U+0043 U+030C U+0315 | lettre majuscule latine c diacritique caron diacritique virgule à droite |
| minuscule | č̕               | c◌̌◌̕                   | U+0063 U+030C U+0315 | lettre minuscule latine c diacritique caron diacritique virgule à droite |

## Sources
- BNF, « Translittération de l’arménien », sur BNF Kitcat, 14 janvier 2010 (consulté le 22 décembre 2020)
- BNF, « Translittération du géorgien », sur BNF Kitcat, 11 janvier 2010 (consulté le 22 décembre 2020)